# تجنيس الحليب
| link = | هذه المقالة يمكن توسيعها اعتمادا على الترجمة في ويكيبيديا الإنجليزية. اضغط [هنا] للتعليمات. - تُعدُّ الترجمةُ الآليةُ من كوكل بمثابةِ نقطةِ انطلاقٍ مُفيدةٍ للترجمات، ولكن يَجبُ على المُترجمينَ مُراجعةُ الأخطاءِ الّتي قد تُصاحبُ الترجمةَ حسبَ الضرورة، والتأكيد على دقةِ الترجمة، بدلاً من مجردِ نسخِ النصِّ المُترجمِ آلياً إلى ويكيبيديا. - لا تُترجمِ النصَّ الذي يبدو غيرَ موثوقٍ أو مُنخفضَ الجودة. تَحقِّقْ من النص بالتأكدِ من المَراجعِ الواردةِ في المقالةِ باللغةِ الأجنبية «إذا كان ذلك مُمكناً». - يجب إضافة قالب {{صفحة مترجمة}} بعد الترجمة إلى صفحة نقاش المقالة لضمان الامتثال لحقوق النشر. - لمزيد من الإرشاد، انظر ويكيبيديا:ترجمة مقالات إلى العربية. |

تجنيس الحليب (بالإنجليزية: Milk homogenization)‏ تكسير جزيئات الدهن في الحليب بحيث تبقى متداخلة في الحليب بحيث تهدف إلى تفتيت حبيبات الدهن والعمل على انتشاره ومنع تصاعده على السطح في صورة قشدة مرئيه، إلى درجة أنه بعد ثمان وأربعين ساعة من التخزين الهادئ عند ( °45 F - خمسة وأربعين درجة فهرنهايت ) ، لا يحدث فصل كريم ظاهر على الحليب، وعملية التجنيس هي عملية ميكانيكية بحته حيث لا يتم إضافة اى شيء إلى الحليب. يبدو الحليب المتجانس أكثر قابلية للهضم من الحليب غير المعالج 
يُسمى الحليب المُجنس (Homogenized milk) أو الحليب المُتجانس (Milk Homogenized)

## ألية التجنيس
عملية التجنيس هي إحدى العمليات التي تجرى على الحليب الخام بعد استلامه في مصانع الألبان وهي إحدى خطوات عملية البسترة بها ويتم التجنيس عن طريق دفع اللبن ( الحليب ) بقوه تحت ضغط عالى من خلال فتحه ضيقة أكبر قليلا من حجم حبيبات الدهن وتبلغ سرعة مرور اللبن من هذه الفتحة ( 100 - 250 م /ثانيه ) وهذا يؤدى إلى احداث جهد قص عالى وتفريغ وهذا يؤدى إلى التغيير في شكل الحبيبه بحيث تصبح مموجه ثم يحدث لها تغيير فيما بعد .